# Dinocheirus arizonensis
Dinocheirus arizonensis är en spindeldjursart som först beskrevs av Banks 1901.  Dinocheirus arizonensis ingår i släktet Dinocheirus och familjen blindklokrypare. Inga underarter finns listade i Catalogue of Life.